# Ib Grønbech
Ib Grønbech Jensen (født 21. april 1955 i Løkken) er en dansk komiker, vendelbosanger og modtager af Modersmål-Prisen 2024.
Han er født og opvokset i Løkken og flyttede sidst i 1960'erne med familien til Hirtshals. Han har siden boet i Hjørring og senest Hundelev.
Ib spillede oprindeligt trommer i såvel spejderorkester som danseorkester. Og har senere i stadig højere grad kastet sig over guitar, orgel og el-bas. Han har i mange år spillet til bal i forsamlingshuse og haller.
Blandt hans største hits er også ”Peter lå i telt” i duet med Jodle Birge og "Hvorfor må jeg ik' få Beatles-hår?", og for Birthe Kjær har han skrevet blandt andre ”Som en fugl i det fri”, ”Den franske altan” og ”Længe leve livet”. For den vestjyske gruppe Tørfisk har han skrevet hits såsom "Jeg Kan Ikke Få Armene Ned" og "Lugter Lidt Af Fisk".
Har også leveret melodier og tekster til blandt andre Brødrene Olsen, Richard Ragnvald samt flere projekter som tv-julekalenderen Jul på Kronborg'
I sin fritid er han endog særdeles flittig og ihærdig stenhugger.

## Diskografi

### Albums
- Så går tiden med det (1985)
- Gunnars rekordbog (1986)
- Her går det godt (1989)
- Hvor der handles der spilles (1992)
- Drik nu din kaffe skat, så kan vi lede efter den sko bagefter (1993)
- Hvorfor må jeg ik' få Beatles-hår? – og andre frasorterede hits (opsamling) (1994)
- Der er ingen der forstår en skid (1996)
- Hvad er det, der får en rimeligt velbegavet dansker til at flytte til Sverige? (1998)
- Dengang jeg var bette (2007)
- På den anden side (2019)

### Singler
- Dallas (1983)
- Peter Lå I Telt (duet med Jodle Birge) (1988)
- Hvorfor Må Jeg Ikke Få Beatles-Hår?/Her Går Det Godt (1989)
- Jeg Ka' Ik' Få Lov Til Noget (1992)
- Si Lof Tu Jæh Jæh Jæh (1992)
- De Lange Underhylere/Læg Dog Mærke Til Mig (1992)
- I Biffen Med Ruth/Her Er Hittet (1993)
- Kys Mig Conny (1993)
- A Stor Lige Her/Hvorfor Må Jeg Ik' få Beatles-Hår? (Live) (1994)
- Der Er Ingen Der Forstår En Skid (1996)
- Hallo, Hr. Direktør (1996)
- Åh, Som Kjeld Han Ligner Posten (1996)
- Rigtig Glædelig Grønlangkål (1996)
- A Tror A Er Elvis (1997)
- Hvad er det der får en rimeligt velbegavet dansker til at flytte til Sverige? (1997)
- A Ka' Hjælp' (1998)
- Georg, Paul, Ringo Og John (2007)
- Der Er Rigtig Rigtig Mange, Der Piller I Næse, Når De Holder For Rødt (2007)
- Pierre Medard (2007)